# Oreocarya salmonensis
Oreocarya salmonensis är en strävbladig växtart som beskrevs av Aven Nelson och Macbride. Oreocarya salmonensis ingår i släktet Oreocarya och familjen strävbladiga växter. Inga underarter finns listade i Catalogue of Life.